# گادوین منشا
گادوین منشا (انگلیسی: Godwin Mensha) بازیکن فوتبال اهل نیجریه است که در پست مهاجم بازی می‌کند.

## دوران باشگاهی
وی سابقه بازی در ۲ باشگاه مطرح ایران پرسپولیس و استقلال بوده. وی همچنین در تیم‌های موستا، بالزان و کامپوستلا سابقه بازی دارد.

### پیکان تهران
در ۳۰ ژوئن ۲۰۱۶ منشا با قراردادی یک ساله از لیگ مالت به باشگاه ایرانی پیکان پیوست. وی نخستین بازی خود برای این تیم در لیگ برتر خلیج فارس را در ۷ اوت مقابل تراکتورسازی تبریز انجام داد؛ این بازی که در هفته سوم لیگ شانزدهم برگزار شد در نهایت با برتری ۳–۱ تراکتورسازی به پایان رسید، منشا که در ترکیب اولیه پیکان برای این بازی قرار داشت تا پایان بازی در زمین حضور داشت و به‌طور کامل بازی کرد.
گل‌زنی‌های منشا برای پیکان از هفته هفتم و بازی مقابل استقلال خوزستان آغاز شد، این دیدار که در ۲۰ سپتامبر در ورزشگاه غدیر اهواز برگزار شد تا دقایق پایانی بدون گل مساوی دنبال می‌شد تا اینکه منشا که در دقیقه ۵۷ به عنوان یار تعویضی وارد زمین شده بود توانست در دقایق ۷۵ و ۸۰ برای تیمش گلزنی کند و حساب کار ۲–۰ به نفع پیکان شود، این بازی جذاب در نهایت پس از ۲–۲ شدن با گل دقیقه ۶+۹۰ امیرحسین صادقی ۳–۲ به نفع پیکان به پایان رسید. منشا در پایان این فصل با ۱۵ گل زده در رده سومین گلزن برتر لیگ برتر قرار گرفت؛ او در این فصل فقط ۳ گل کمتر مهدی طارمی، از آقای گل رقابت‌ها، به ثمر رساند.

### پرسپولیس تهران
گادوین منشا پس از یک فصل موفق در پیکان با قراردادی ۲ ساله به پرسپولیس پیوست. این انتقال در نظرسنجی که در برنامه نود برگزار شد، به‌عنوان مهم‌ترین انتقال فوتبال ایران در این فصل لیگ برتر انتخاب شد.

#### لیگ برتر خلیج فارس ۹۷–۱۳۹۶
او برای نخستین بار در بازی هفته اول رقابت‌های لیگ برابر فولاد خوزستان به عنوان بازیکن تعویضی برای پرسپولیس به میدان رفت. منشا اولین گل خود برای این تیم را در بازی مقابل تراکتورسازی با یک ضربه ایستگاهی به ثمر رساند.

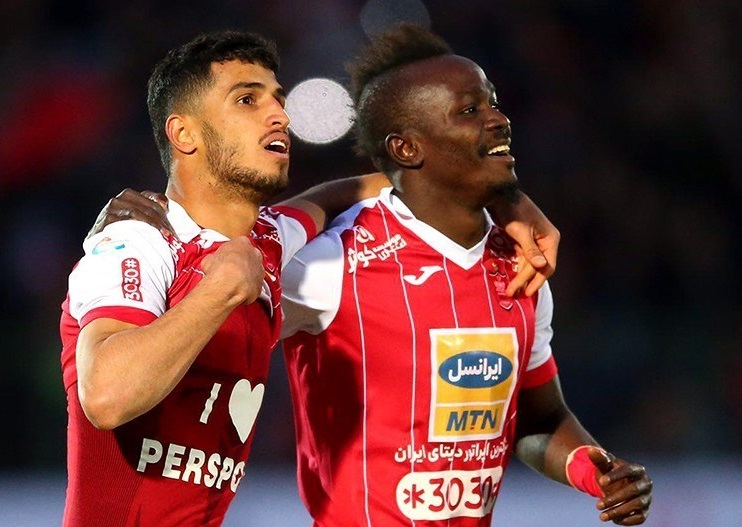
گادوین منشا و علی علیپور در مسابقه پرسپولیس و پیکان

#### لیگ قهرمانان آسیا ۲۰۱۷
در تاریخ ۳۱ مرداد ۱۳۹۶، منشا توانست گل برابری پرسپولیس را در تساوی ۲–۲ مقابل الاهلی در بازی رفت یک چهارم نهایی از لیگ قهرمانان آسیا ۲۰۱۷ به ثمر برساند. این گل بعداً از سوی وبگاه ای‌اف‌سی، در بین چهار گل برتر مرحلهٔ رفت یک چهارم نهایی لیگ قهرمانان آسیا ۲۰۱۷ قرار گرفت. او در تاریخ ۲۱ شهریور ۱۳۹۶ گل دوم را برای پرسپولیس در برابر الاهلی از روی نقطه پنالتی در بازی برگشت (پیروزی ۳ بر ۱ پرسپولیس) به ثمر رساند.
گادوین منشأ در نیمه‌نهایی لیگ قهرمانان آسیا در مسابقه پرسپولیس و الهلال توانست ۲ گل بزند و در مجموع مسابقاتی که در ای‌سی‌ال ۲۰۱۷ برای پرسپولیس به میدان رفت توانست رکورد خوب هر (کمتر از) ۵۸ دقیقه یک گل را ثبت کند؛ این رکورد بهتر از هالک و خربین بود. همچنین گادوین منشأ اولین بازیکن شاغل در تیم‌های فوتبال ایرانی است که دو گل در یک مسابقه به تیم فوتبال الهلال می‌زند.
او سابقه کسب عنوان برترین بازیکن زمین در مسابقات لیگ قهرمانان آسیا ۲۰۱۷ را داراست. پس از این، گادوین منشأ بهترین بازیکن دور برگشت نیمه‌نهایی ای‌سی‌ال ۲۰۱۷ شد.

#### لیگ قهرمانان آسیا ۲۰۱۸
گادوین منشأ در نخستین مسابقه پرسپولیس در لیگ قهرمانان آسیا ۲۰۱۸ نیز گل‌زنی کرد؛ در مسابقه پرسپولیس و نسف قرشی، با سانتر وحید امیری از جناح راست، منشا توانست نخستین گل تیمش در این بازی را بزند. این گل پنجمین گل آسیایی او بود. پس از این، در برخی رسانه‌های ورزشی مطرح شد که او مورد توجه باشگاه‌های بزرگ آسیایی است که مورد تأیید مدیر برنامه‌های او قرار گرفت.

منشا در بازی رفت مرحله یک‌هشتم نهایی مقابل الجزیره، پس از اینکه پنالتی خود را گل نکرد، داور به خاطر خطای دروازه‌بان علی خصیف، دستور به تکرار ضربه داد و پس از اجرای پنالتی، دومین گل خود در این رقابت‌ها را به ثمر رساند.

منشا در دور برگشت مسابقه یک‌چهارم نهایی مقابل الدحیل در حالی که پرسپولیس در دور رفت با یک گل مغلوب شده بود و در بازی برگشت پس از خوردن گل از الدحیل و سپس گلزنی سید جلال حسینی و گل به خودی بازیکن حریف، با به ثمر رساندن گل سوم، باعث بازگشت رؤیایی و صعود پرسپولیس به جمع چهارتیم برتر آسیا برای دومین سال متوالی شد.
منشا در مجموع هفت گل برای پرسپولیس در رقابت‌های آسیایی به ثمر رسانده است و از نظر تعداد گلزنی در بازی‌های آسیایی، چهارمین بازیکن تاریخ باشگاه پرسپولیس است.

### استقلال تهران

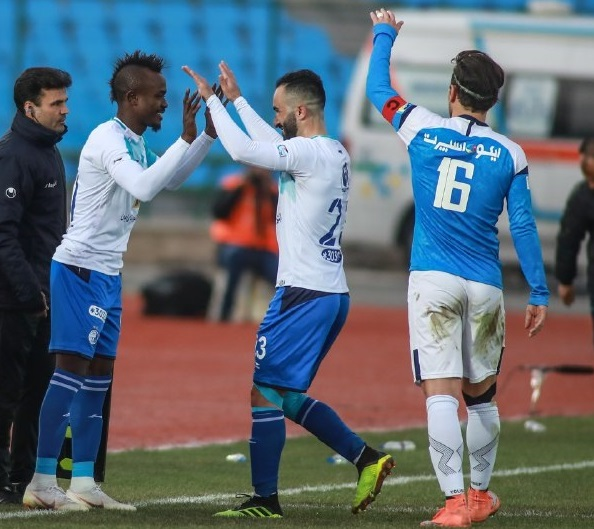
لحظه ورود منشا در بازی مقابل پیکان

منشا در نقل و انتقالات زمستانی فصل ۱۳۹۸–۱۳۹۷ توسط برانکو ایوانکوویچ در لیست مازاد باشگاه پرسپولیس قرار گرفت و رسماً قرارداد خود را فسخ کرد. باشگاه پرسپولیس برای فسخ قرارداد با منشا باید ۲۵۰ هزار دلار طلب او را پرداخت می‌کرد اما به جای این کار و بعد از چند ساعت مذاکره، گادوین منشأ با دریافت ۱۲۷ هزار دلار از مطالباتش و بخشیدن ۱۲۳ هزار دلار باقیمانده، با پرسپولیس تسویه حساب کرد و به صورت بازیکن آزاد در تاریخ ۱۶ بهمن ۱۳۹۷ با قراردادی یک و نیم ساله به استقلال تهران پیوست.
وی نخستین بازی خود برای استقلال را تنها چند روز پس از پیوستن به این تیم مقابل پیکان در هفته شانزدهم لیگ برتر انجام داد. منشا در این بازی در دقیقه ۷۱ به جای داریوش شجاعیان وارد زمین شد و پاس گل سوم تیمش که توسط اسماعیل گنسالوس به ثمر رسید را داد. منشا پس از این که چند روز بعد در بازی مقابل تراکتورسازی نیز به عنوان یار تعویضی وارد زمین شد و برای استقلال بازی کرد از بازی مقابل پارس جنوبی جم در ۱ اسفند ۱۳۹۷ به ترکیب اصلی استقلال رسید.
او در بازی مقابل ذوب‌آهن نیز در ترکیب اولیه استقلال قرار گرفت و در بازی مقابل فولاد در ۹ اسفند توانست نخستین و تنها گل خود را برای استقلال به ثمر برساند. پیش از شروع این بازی یکی از حاضران مقابل هتل تیم استقلال، موهای منشا را می‌کشد و این عمل باعث عصبانیت و واکنش تند منشا می‌شود. این عمل وی باعث محرومیت او توسط کمیته اخلاق از کلیهٔ بازی‌ها می‌شود اما پس از مدتی بخشیده می‌شود.

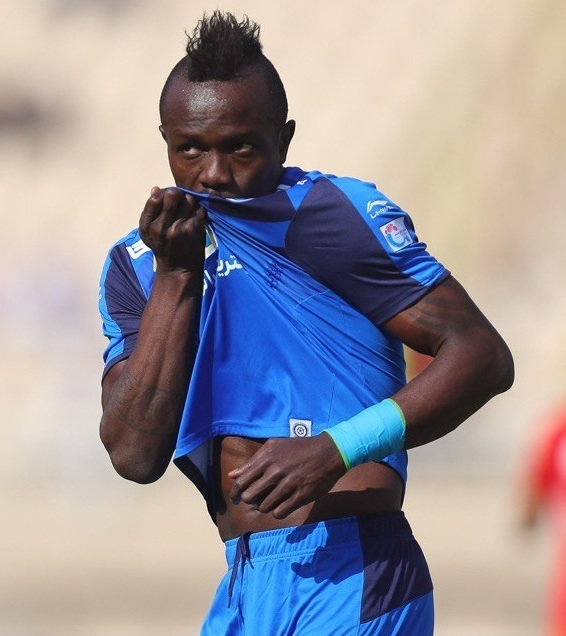
بوسه گادوین منشأ به لوگوی استقلال بعد از گلزنی به فولاد با پیراهن استقلال

منشا در بازی هفته بیست و هفتم لیگ برتر مقابل پدیده مشهد پس از آن که متوجه شد در ترکیب اصلی حضور ندارد با بی انضباطی جلسه فنی پیش از مسابقه را ترک کرد. این عمل او باعث نارضایتی فرهاد مجیدی، مربی موقت استقلال شده و اجازه تمرین به او داده نمی‌شود و از سوی مجیدی در اختیار باشگاه قرار داده شد.

### عجمان
وی به تیم عجمان امارات پیوست و تنها یک بازی برای این تیم انجام داد و هیچ گلی به ثمر نرساند.

### گل گهر سیرجان
وی قراردادش را با عجمان فسخ کرد و باری دیگر به ایران بازگشت و این بار گل گهر را برای خود انتخاب کرد.وی در اولین بازی خود برای گل گهر مقابل تراکتور گلزنی کرد اما در نهایت ۱–۱ به اتمام رسید؛ و در بازی دوم دوستانه مقابل استقلال پاس گل پیروزی بخش گل گهر را داد تا آن بازی را ۱–۰ از استقلال ببرند. منشا در لیگ بیستم با گل زنی‌های قابل توجه خود شروع خوبی را داشت اما لیگ بیستم خیلی هم به کامش خوش نیامد زیرا ابتدا به خاطر یک مدت عدم گل زنی زیر فشار انتقاد رفت اما در مقابل تیم نساجی و در قائمشهر توانست که گل بزند و از بار انتقادها کم کند که خوشحالی منشوری و غیراخلاقی او محرومیت یک هفته ای را برای او رقم زد و شیرینی گلزنی را از بین برد.

### مس رفسنجان
گادوین منشأ در تاریخ ۲۹ مهر ۱۴۰۰ با قراردادی به مس رفسنجان پیوست. که در این تیم توانست آقای گل لیگ برتر خلیج فارس شود.

## افتخارات

### باشگاهی
پرسپولیس
- لیگ برتر (۱): ۹۷–۱۳۹۶
- سوپر جام (۲): ۱۳۹۶، ۱۳۹۷

### فردی
- آقای گل لیگ برتر با ۱۴ گل به همراه مس‌رفسنجان ۰۱–۱۴۰۰
- تیم منتخب لیگ برتر خلیج فارس ۰۱–۱۴۰۰[۳۲]
- بهترین مهاجم سال ۱۴۰۰ نوروز فوتبالی
- سریع‌ترین گل تاریخ لیگ برتر خلیج فارس در ثانیه ۸٫۶۷ در بازی با ملوان بندر انزلی